# Campylocheta membrana
Campylocheta membrana là một loài ruồi trong họ Tachinidae.